# Metro de Lahore
El metro de Lahore és una xarxa de transport public a la ciutat de Lahore, al Pakistan. La xarxa compta amb una línia des de la seva inauguració el 25 d'octubre de 2020.

## Història

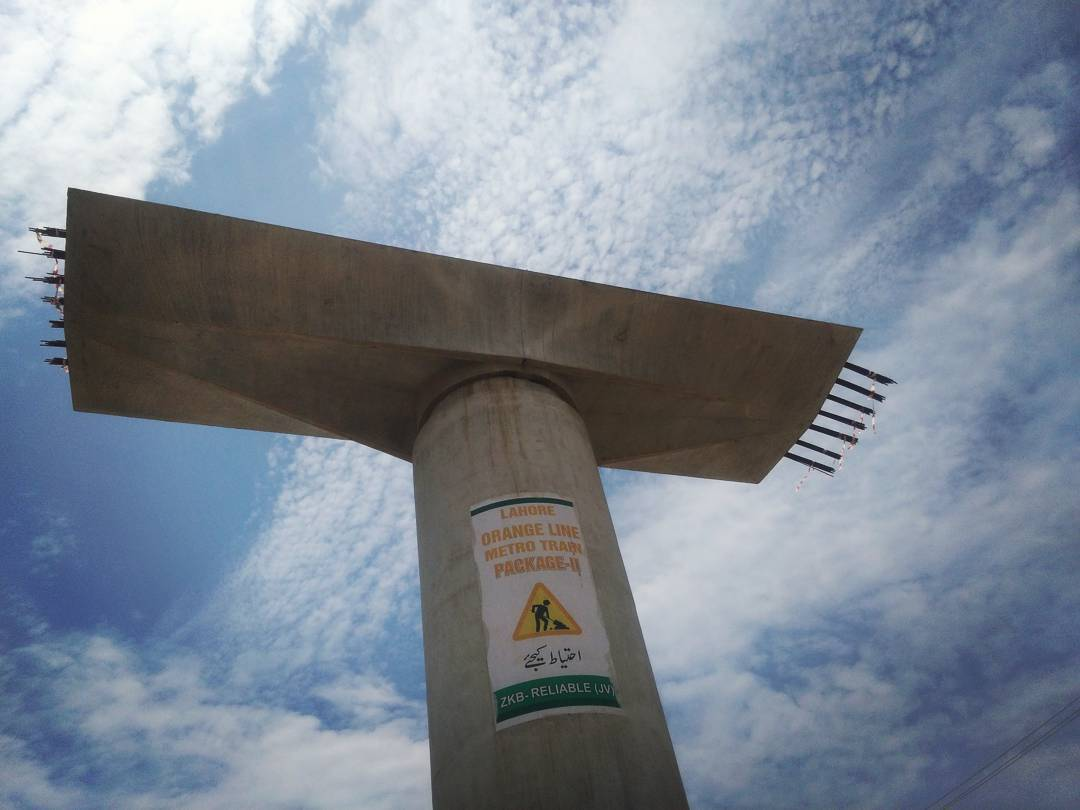
Pilona en construcció per al metro aeri

El metro de Lahore és la primera xarxa de transport metropolità d'aquest tipus en construcció al Pakistan. Ha estat construït amb l'ajuda de la Xina. Projecte proposat l'any 1991 i abandonat l'any 2012 al favor d'una línia d'autobusos d'alt nivell de servei, és rellançat l'any 2014 pel govern del Panjab amb la forma d'un metro aeri.
La línia Orange és la primera prevista. El govern del Panjab va desbloquejar la suma de 1,8 mil milions de dòlars per llançar els treballs de la línia, que són confiats a empreses xineses. Aquesta línia té 27,1 km i dotze parades, amb l'objectiu de transportar 250.000 passatgers, i 500.000 passatgers per dia des de 2025. Al maig de 2018, un primer tram és testat amb gran cerimonial en un acte dirigit per Shehbaz Sharif, dirigent local, i la línia és finalment inaugurada el 25 d'octubre de 2020 per Usman Buzdar.